# Wolfgang Kraßnitzer

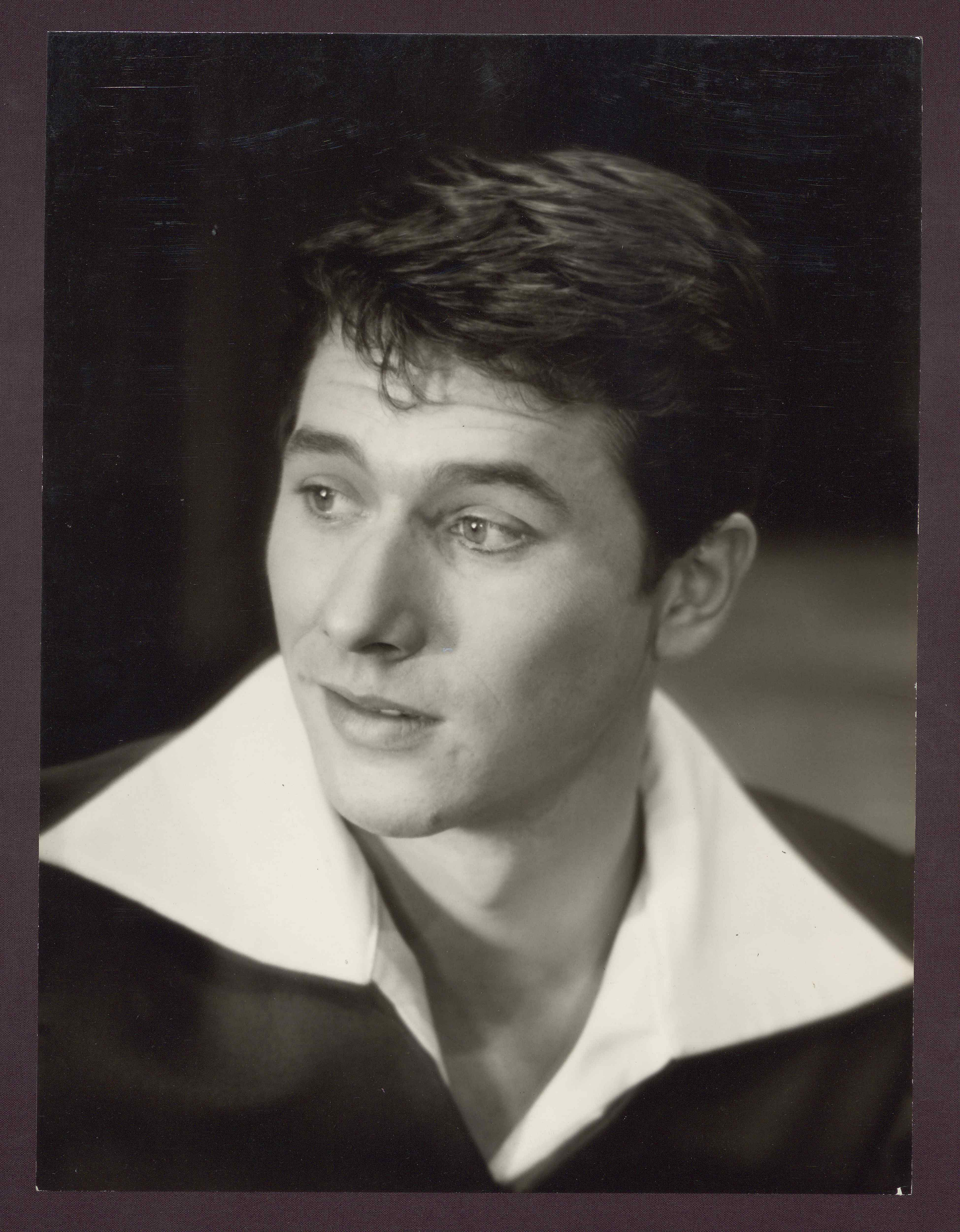
Wolfgang Kraßnitzer in Viel Lärm um nichts am Badischen Staatstheater Karlsruhe (1963/64)

Wolfgang Kraßnitzer (* 1941 in Graz) ist ein österreichischer Schauspieler, Theaterregisseur und Hörspielsprecher.

## Leben
Wolfgang Kraßnitzer wurde am Bühnenstudio in Zürich zum Schauspieler ausgebildet. Festengagements hatte er an vielen bekannten deutschsprachigen Bühnen wie den Staatstheatern in Hannover, Karlsruhe und Stuttgart, den Schauspielhäusern in Bochum, Düsseldorf und Hamburg, den Vereinigten Bühnen Graz oder auch den St. Galler Festspielen. Bekannte Rollen sind Alfred Ill in Der Besuch der alten Dame von Friedrich Dürrenmatt, die Titelrolle in Thomas Bernhards Theatermacher oder der Valentin im Verschwender von Ferdinand Raimund.
Kraßnitzer, der seit 1985 freischaffend tätig ist, arbeitet daneben auch als Theaterregisseur und inszenierte an Bühnen in Hamburg, Nürnberg, Salzburg, Stuttgart oder Wien. Ausflüge vor die Kamera gehören bei ihm zur Seltenheit, dagegen ist er häufiger als Sprecher in Produktionen des ORF und deutscher Sendeanstalten zu hören.

## Filmografie
- 1981: Die heilige Johanna der Schlachthöfe
- 1982: Dazwischen
- 1983: Ziemlich weit weg
- 1993: Kahlschlag
- 1995: Tatort – Die Freundin
- 2005: Tatort – Scheherazade
- 2006: Unter Wölfen
- 2008: Was wenn der Tod uns scheidet?
- 2008: Notruf Hafenkante – Nichts als die Wahrheit

## Hörspiele (Auswahl)
- 1962: Radetzkymarsch (3. Teil) – Autor: Joseph Roth – Regie: Gert Westphal
- 1967: Selbst ist der Mann – Autor: Dieter Rohkohl – Regie: Robert Casapiccola
- 1968: Das Schloß im Meer – Autorin: Michelle Lorraine – Regie: Rudolf Kautek
- 1968: Der Heiligenschein – Autor: Jerimi Przybora – Regie: Robert Casapiccola
- 1968: Geheimakt ADM 20 C auf der Kinderspielwiese – Autor: Ivo Hirschler – Regie: Robert Casapiccola
- 1969: Die Partei der Anständigen – Autor: Kurt Heynicke – Regie: Robert Casapiccola
- 1969: Einszweidrei – Das arabische System – Autor: Franz Josef Bogner – Regie: Robert Casapiccola
- 1978: La Mancha – Autor: Antonio Skármeta – Regie: Bernd Lau
- 1982: Ahnsberch oder Die Räuber an der Ruhr – Autor: Jürgen Lodemann – Regie: Frank Hübner
- 1985: Wenn du unter uns bist, Endre Holman – Autor: Ivan Mandy – Regie: Robert Wolfgang Schnell
- 1986: Maria und Metodius – Autor: Pentti Saarikoski – Regie: Heinz Dieter Köhler
- 1994: Die Wunder der Mademoiselle Stella – Autor: Philippe Soupault – Regie: Stefan Dutt
- 1998: Erzähl’s noch einmal, Karl – Autorin: Angela Gerrits – Regie: Hans Helge Ott
- 2001: Das Lied vom Hackeschen Markt – Autorin: Irina Liebmann – Regie: Christiane Ohaus
- 2006: Hello, I’m Glen Sherley – Autor: Ludwig Fels – Regie: Christiane Ohaus
- 2008: Heiliges Land – Autor: Mohamed Kacimi – Regie. Christiane Ohaus
- 2014: Liebe unter Fischen – Autor: René Freund – Regie: Beatrix Ackers

## Auszeichnungen
- 2004: Großer Hersfeld-Preis